# 美尾浩子
美尾 浩子（みお ひろこ、1936年 - 1991年11月15日）は、日本の言語学者（言語学・婦人問題）・随筆家。静岡女子短期大学英文科勤務を経て、静岡女子大学文学部教授、静岡県立大学国際関係学部教授、静岡県立大学国際関係学部学部長（第2代）を歴任。

## 概要
静岡県出身の随筆家であり、言語学などを専攻する言語学者でもある。静岡女子短期大学、静岡女子大学、静岡県立大学、といった教育・研究機関で教鞭を執り、後進の育成に努めた。静岡県立大学では、評議員や国際関係学部の学部長など要職も務めた。自身の体験に基づいた女性の権利や地位に関する評論も展開し、『男無用の子育て』や『マッチャ・ウーマン——ふつうの女で終わりたくないあなたへ』と題した書籍を上梓した。

## 来歴

### 生い立ち
1936年（昭和11年）、静岡県富士市に生まれた。東京で育っていたが、1944年（昭和19年）に富士市に疎開、富士第一国民学校（現：富士市立第一小学校）に編入する。静岡県立静岡城北高等学校卒業後、静岡県により設置・運営される静岡女子短期大学に進学し、英文科にて学んだ。医学部か法学部への進学を希望していたが、親が許さなかったので文学部にしたと本人は後に語っている。さらに、国が設置・運営する東京教育大学に進学し、文学部にて学んだ。東京教育大学を卒業し、文学士の称号を取得した。

### 大学教授として
母校である静岡女子短期大学に採用され、1958年（昭和33年）4月に英文科の助手に就任した。
1967年（昭和42年）、同じく静岡県により設置・運営される静岡女子大学にて講師に就任した。助教授を経て、最終的に静岡女子大学の教授にまで昇任した。
その後、静岡女子大学は、静岡薬科大学や静岡女子短期大学と統合されることになり、静岡県により1987年（昭和62年）に静岡県立大学が設置された。それに伴い、同年に国際関係学部の教授として着任した。国際関係学部においては、主として国際言語文化学科の講義を担当した。さらに、学内の要職も歴任した。1987年（昭和62年）より静岡県立大学の評議員を兼務していた。その後、高橋徹の後任として、1991年（平成3年）4月に国際関係学部の学部長に就任した。静岡県立大学で史上初めての女性学部長であった。
しかし、1991年（平成3年）5月の健康診断で異常が見つかり
、肺癌だったため同年6月26日に肺の一部を切除した。肺の手術自体は成功したものの、他の臓器にも問題があり、そちらの治療は体調が悪化し思うように進められなかったという。教授および学部長として在任中のまま、1991年（平成3年）11月15日に急性循環不全のため死去した。死去する前日まで大学に関する職務をこなしていたという。
12月19日に静岡県立大学小講堂で「美尾先生を偲ぶ会」が行われ、会には国際関係学部の教員、学生を中心に200人あまりが出席した。その席で名誉教授号と正四位勲三等瑞宝章が授与され、出席した二女に証書が手渡された。
学部長はしばらく空席となったが、1992年（平成4年）1月になって後任に上野明が就いた。

## 研究・言論活動
専門は言語学、うち英語学・英語教育学である。婦人問題についても論じた。随筆家として知られていたこともあり、多様な言論活動を展開した。いわゆるウーマン・リブと呼ばれた女性解放運動にも参画していた。自身の離婚の際に二女を引き取り育てた体験に基づくエッセイ『男無用の子育て』といった書籍も著している。グレース・リヒテンシュタインの『Machisma –– women and daring』を翻訳し『マッチャ・ウーマン——ふつうの女で終わりたくないあなたへ』として上梓し、日本に「マチズマ」や「マチズモ」の概念を紹介した。
1980年代、静岡県・静岡市の女性問題を中心とした行政施策の各種懇話会・協議会の委員を多数務めた。静岡県婦人研究者の会では代表を務めた。大学婦人協会の静岡県支部では支部長に就任した。さらに、静岡県女流美術協会では会長を務めていた。

## 人物
コンタクトレンズ
1958年（昭和33年）に静岡女子短期大学に採用されたが、当時としては珍しいコンタクトレンズを愛用していた。そのため、赴任前から学内で「今度来られる美尾さんは、銀座の何々という美容室で髪を手入れし、眼にはコンタクト・レンズというものをつけている」という噂が飛び交っていたという。
出身校
母校について「私自身は、卒業する時点での母校に精神的支えを見出しています。卒業後に母校がどのように変容しても、それはそれと冷静に受け止めています」と述べている。自身が学生として通っていた静岡女子短期大学、および、東京教育大学は、どちらも閉校となっているが「母校がなくなってしまったと、後ろ向きに考えることは好みません。母校は卒業生ひとりひとりの心の中に生きていると信じます」としている。
亡くなった時、母親は新聞の取材に「どうしてそんなに、と思うほど一生懸命になってしまう子だった」と述懐している。

## 交友
高嶋健一
教育学者で歌人でもある高嶋健一は、静岡女子短期大学、静岡女子大学で美尾と同僚であったため、家族ぐるみで交流があった。美尾の遺稿集『熱願冷諦』では「翳」と題して美尾の早世を深く悼む歌を五首詠んでいる。
渡辺英彦
静岡県富士宮市出身のプロデューサーである渡辺英彦は、静岡県静岡市の静岡聖光学院中学校に進学した際、美尾の邸宅に下宿していた。その際、美尾の影響を受け、渡辺は言語学に関心を持ったという。のちに渡辺は国際基督教大学に進学しているが、これも美尾の助言によるものだという。

## 略歴
- 1936年 - 静岡県富士市にて誕生[1]。
- 1958年 - 静岡女子短期大学英文科助手[3]。
- 1967年 - 静岡女子大学文学部講師[4]。
- 1987年 - 静岡県立大学国際関係学部教授[4]。
- 1987年 - 静岡県立大学評議員[4]。
- 1991年 - 静岡県立大学国際関係学部学部長[8]。
- 1991年 - 死去[3]。

## 著作

### 単著
- 美尾浩子著『男無用の子育て』文和書房、1979年。
- 美尾浩子著『日本語の発想から英文構成へ』文和書房、1981年。
- 美尾浩子著『六枚の肖像画——近代を拓いた静岡の女たち』静岡新聞社、1982年。ISBN 4783810214
- 美尾浩子著『いぶし銀の女たち』静岡県出版文化会、1990年。
- 美尾浩子遺稿集『熱願冷諦』静岡県出版文化会、1992年。

### 共著
- 有泉学宙ほか著、静岡県立大学英米文化研究室編『言語文化研究の方法——英米の言語と文芸』静岡県立大学英米文化研究室、1989年。
- 榊正子著、静岡県立大学英米文化研究室編『多様化する言語文化研究』静岡県立大学英米文化研究室、1990年。

### 編纂
- 木村浩・美尾浩子編著『文化・文明の新しき地平』北樹出版、1988年。ISBN 4893840274

### 翻訳
- グレース・リクテンスタイン著、美尾浩子訳『マッチャ・ウーマン——ふつうの女で終わりたくないあなたへ』黎明書房、1986年。ISBN 4654009043

### 註釈
1. ↑  静岡女子短期大学は、静岡薬科大学、静岡女子大学と統合され、1987年に静岡県立大学が設置された。
2. ↑  東京教育大学を母体として、1973年に筑波大学が設置された。
3. ↑  文学士の称号は、1991年7月1日以降の学士（文学）の学位に相当する。
4. ↑  静岡女子大学は、静岡薬科大学、静岡女子短期大学と統合され、1987年に静岡県立大学が設置された。
5. ↑  静岡県立大学は、2007年に静岡県から静岡県公立大学法人に移管された。
6. ↑  「婦人問題」という語は近年ではあまり用いられず、代わって「女性に関する社会的、政治的、経済的な諸問題」や「女性問題」といった表現が用いられる傾向にあるが、当時の表記を尊重し「婦人問題」と表記した。